# روجر إيرل
روجر إيرل (بالإنجليزية: Roger Earl)‏ هو كاتب أغاني وطبال بريطاني، ولد في 16 مايو 1946 في قصر هامبتون كورت في المملكة المتحدة.

## وصلات خارجية
- روجر إيرل على موقع IMDb (الإنجليزية)
- روجر إيرل على موقع ميوزك برينز (الإنجليزية)
- روجر إيرل على موقع ديسكوغز (الإنجليزية)